# J.T. Smith
J.T. Smith, né le 12 janvier 1998, est un athlète américain spécialiste des épreuves de sprint. 

## Biographie
Il remporte la médaille d'or du relais 4 × 100 m des championnats du monde 2023, à Budapest, après avoir pris part aux séries.

## Palmarès
| Date | Compétition           | Lieu     | Résultat | Épreuve   | Temps                    |
| ---- | --------------------- | -------- | -------- | --------- | ------------------------ |
| 2023 | Championnats du monde | Budapest | 1er      | 4 × 100 m | Participation aux séries |

## Records
| Épreuve | Temps   | Vent | Lieu     | Date           |
| ------- | ------- | ---- | -------- | -------------- |
| 100 m   | 10 s 02 | +0,2 | Eugene   | 6 juillet 2023 |
| 200 m   | 20 s 32 | +1,7 | Commerce | 6 mai 2023     |